# Domela Nieuwenhuisplantsoen

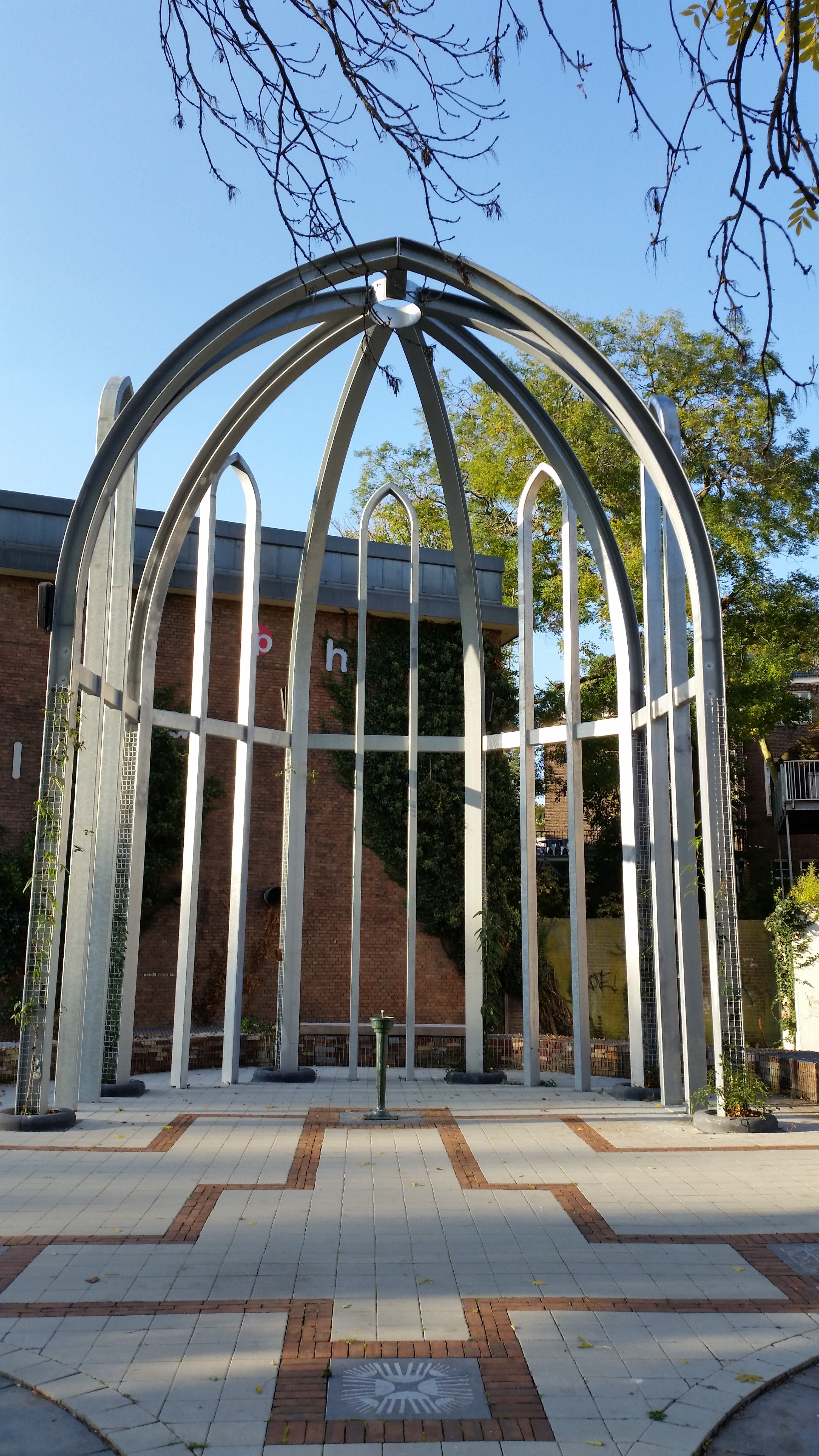
Kathedraal voor klimop met daarin een happertje en op de voorgrond Looplijnen (oktober 2019)

Het Domela Nieuwenhuisplantsoen is een klein plantsoen in de vorm van een driehoek in de Spaarndammerbuurt in Amsterdam-West. 

## Geschiedenis en ligging
Het plantsoen ligt ten noorden van het Westerpark aan de andere kant van de spoorlijn naar Sloterdijk en de Zaanstraat, ten westen van de Spaarndammerstraat en ten zuiden van de Westzaanstraat. Het plantsoen is in 1972 aangelegd op het terrein van de in 1968 gesloopte Maria Magdelenakerk, waarvan de funderingsresten nog in het park terug te vinden zijn.
Het plantsoen is evenals de Domela Nieuwenhuisstraat vernoemd naar Ferdinand Domela Nieuwenhuis. De Domela Nieuwenhuisstraat bestaat sinds 8 juni 1960 maar bevindt zich in een heel ander stadsdeel, namelijk in Osdorp nabij het Jan van Zutphenplantsoen. Het plantsoen kreeg op 20 december 1972 op verzoek van de bewoners deze naam omdat Domela Nieuwenhuis in de nabijheid op de Haarlemmerdijk had gewoond. Het plantsoen kent geen huisnummers.
Het groen in het plantsoen wordt door een groep actieve buurtbewoners regelmatig onderhouden. In 2010 waren er plannen om een deel van het plantsoen te bebouwen en het resterende deel een opknapbeurt te geven. Het stadsdeel onderzoekt de mogelijkheden van woningbouw met een hotel samen met bijvoorbeeld een horecagelegenheid met een terras om het plantsoen een nieuwe impuls geven.
 De buurtbewoners zagen dat niet zitten en na jarenlang overleg werd besloten het terrein groen te houden. Het werd in 2018 aangepast tot landschapstuin; de optie waarvoor was door de bewoners gekozen uit drie voorstellen. In 2019 kwam men erachter dat niet alleen de buurtbewoners van het parkje hielden. Aanwezige konijnen hadden bijna de gehele vegetatie weggevreten. Om dit te verhelpen moesten de konijnen gevangen worden in een tijd dat de vrouwtjeskonijnen geen kinderen te verzorgen hadden; ze werden overgeplaatst naar het Westerpark.  
In de nabijheid, op het Nassauplein, staat het Standbeeld van Domela Nieuwenhuis vervaardigd door beeldhouwer Johan Polet in 1931.

## Kunst
Tijdens de renovatie 2018/2019 werden diverse ingrepen gedaan in het plantsoen. Er kwamen nagebootste oude boogmuren die de oorspronkelijke aanvulden als terreinafscheiding.  Er kwam voorts een open koepel waartegen klimplanten konden opklimmen en het kunstwerk Looplijnen van Elspeth Pikaar. Er is tevens een historische blauwe gemeentegirobus te vinden, ontworpen door Anton Kurvers in de stijl van de Amsterdamse School.

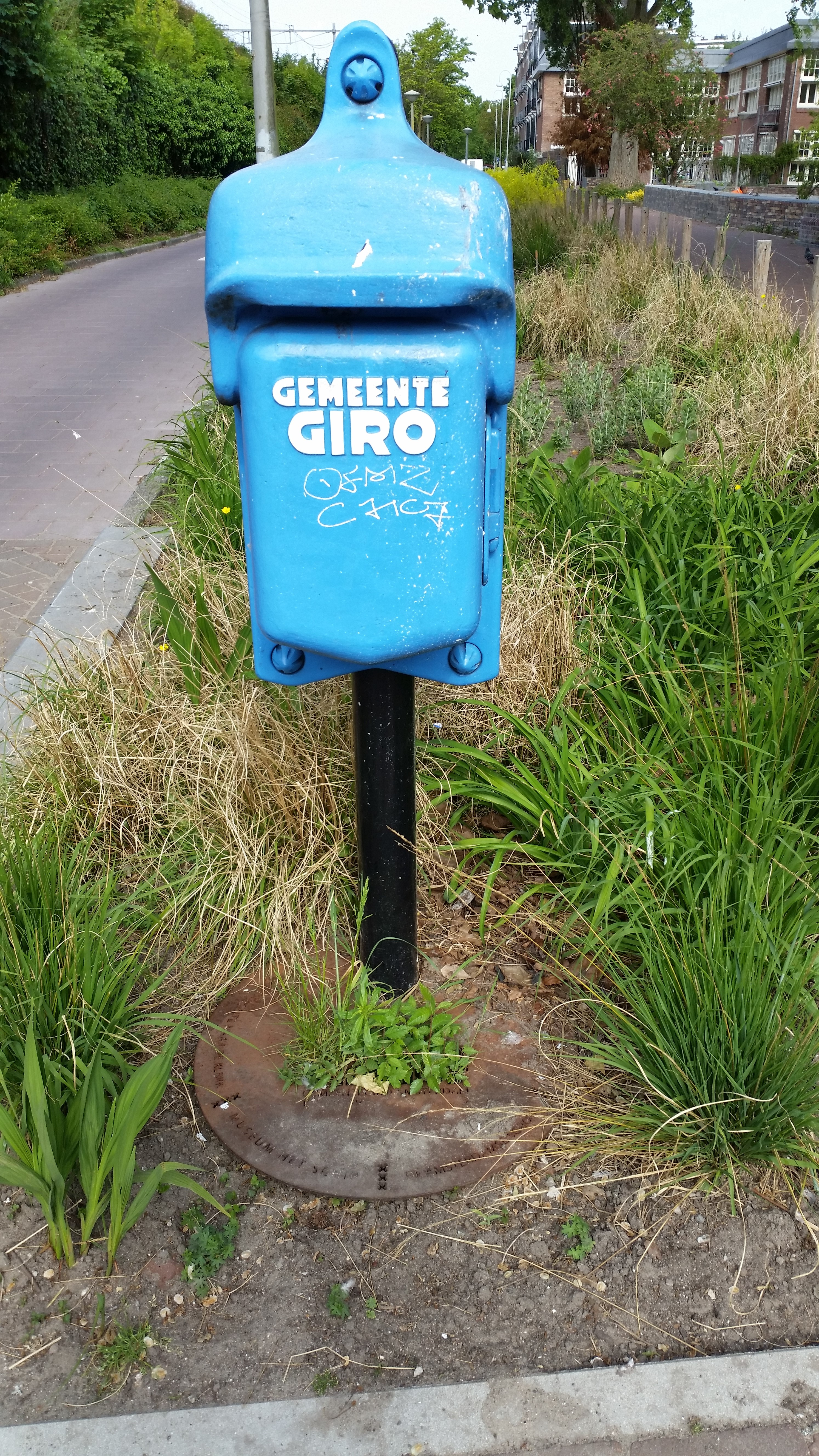
Girobus van Kurvers (mei 2020)